# Lode Van Outrive
Lode Van Outrive (ur. 18 stycznia 1932 w Antwerpii, zm. 22 sierpnia 2009 w Herent) – belgijski i flamandzki polityk, prawnik oraz nauczyciel akademicki, deputowany do Parlamentu Europejskiego III kadencji.

## Życiorys
Kształcił się na Katolickim Uniwersytecie w Leuven. Absolwent filozofii, uzyskał doktoraty w zakresie prawa i nauk społecznych, a także uprawnienia notariusza. Był wieloletnim pracownikiem naukowym na Katholieke Universiteit Leuven, gdzie wykładał m.in. socjologię kryminalną. Gościnnie pracował także na uczelniach w Kanadzie. Był również prezesem Liga voor Mensenrechten, instytucji działającej na rzecz praw człowieka.
W latach 1989–1994 z ramienia flamandzkiej Partii Socjalistycznej sprawował mandat europosła III kadencji, należąc do frakcji socjalistycznej. Był później jednym z trzech założycieli lewicowego ruchu politycznego Comité voor een Andere Politiek.